# عقد إخضاع المستدعيتان لزعيم الشر
عقد إخضاع المستدعيتان لزعيم الشر
(باليابانية: 異世界魔王と召喚少女の奴隷魔術، بالروماجي: Isekai Maō to Shōkan Shōjo no Dorei Majutsu) (بالإنجليزية: The Other World Demon Lord and the Summoning Girl's Slave Magic) هي سلسلة
رواية خفيفة من تأليف يوكايا موراساكي
ورسم تاكاهيرو موراساكي. أقتبست إلى سلسلة مانغا يابانية من تأليف ناوتو فوكودا نشرت في عام 2015. أنتجت مسلسل أنمي تلفزيوني من إخراج يوتا مورانو، ومن إنتاج استوديو أجيا-دو أنيميشن وركز، عرض الأنمي في 5 يوليو عام 2018 واسمر عرضه 20 سبتمبر عام 2018، وتكون 12 حلقة 1 أوفا. وعرض الموسم الثاني في من إخراج ساتوشي كوابارا، من إنتاج استوديو تيزوكا برودكشنز بالتعاون مع أوكوروتو نوبورو، عرض في 9 أبريل عام 2021 واستمر عرضه حتى 11 يوتو عام 2021، وتكون من 10 حلقة.

## القصة
تدور أحداث القصة عن تاكوما ساكاموتو هو طالب في المرحلة الثانوية انتقل إلى عالم افتراضي، ويصبح زعيم عالم الشياطين ديابلو
ويحكمه هذا العالم، وتحاول محاربتان صغيرتا اللتان استدعتاه من هزيمته وأخضاعه، يستخدمان تعويذة لجعله خادمًا لهما. وبالتالي ترتد التعويذة تصبحان خادمين عنده.

## الشخصيات
- تاكوما ساكاموتو (باليابانية: 坂本 拓真، بالروماجي: Sakamoto Takuma) / ديابلو (باليابانية: ディアヴロ، بالروماجي: Diavuro)

أداء صوتي: ماساكاي ميزوناكا
- شيرا إل غرين وود (باليابانية: シェラ・L・グリーンウッド، بالروماجي: Shera Eru Gurīn'uddo)

أداء صوتي: يو سيريزاوا
- ريم غيليو (باليابانية: レム・ガレウ، بالروماجي: Rem Gareu)

أداء صوتي: أزومي واكي
- أليسيا كريستيلا (باليابانية: アリシア・クリステラ، بالروماجي: Arishia Kurisutera)

أداء صوتي: يومي هارا
- سيلفي (باليابانية: シルヴィ، بالروماجي: Shiruvi)

أداء صوتي: رومي أوكوبو
- إيديلغارد (باليابانية: エデルガルト، بالروماجي: Erudorugaruto)

أداء صوتي: إميري كاتو
- سيلستين بودلير (باليابانية: セレスティーヌ・ボードレール، بالروماجي: Seresutīnu Bōdorēru)

أداء صوتي: ساياكا سينبونغي
- كليم (باليابانية: クルム، بالروماجي: Kurumu)

أداء صوتي: أتسومي تانيزاكي
- مي (باليابانية: メイ، بالروماجي: Mei)

أداء صوتي: يوكا موريشيما
- إيميل بيشلبرغر (باليابانية: エミール・ビュシェルベルジェール، بالروماجي: Emīru Byusheruberujēru)

أداء صوتي: ريوتارو أوكيايو
- كيرا إل. غرين وود

(باليابانية: キイラ・L・グリーンウッド، بالروماجي: Kiira L Gurīn'uddo)
- أداء صوتي: أكيرا إيشيدا[10]

- تشيستر راي غالفورد (باليابانية: チェスター・レイ・ガルフォード، بالروماجي: Chesutā Rei Garufōdo)

أداء صوتي: أكيو أوتسوكا
- ميديوس (باليابانية: メディオス، بالروماجي: Mediosu)

أداء صوتي: ساياكا أوهارا
- سيدلير (باليابانية: サドラー، بالروماجي: Sadorā)

أداء صوتي: دايسكي ناميكاوا
- لوماشينا ويسيليا (باليابانية: ルマキーナ・ウエスエリア، بالروماجي: Rumakīna Uesueria)

أداء صوتي: ميكو إيتو
- روز (باليابانية: ロゼ، بالروماجي: Roze)

أداء صوتي: أوي كوغا
- هورن (باليابانية: ホルン، بالروماجي: Horun)

أداء صوتي: فوميكو أوتشيكمورا
- فانيس لامينيتوس (باليابانية: ファニス・ラムニテス، بالروماجي: Fanisu Ramunitesu)

أداء صوتي: تشيناتسو أكاساكي
- جوالت (باليابانية: ゲイバルト، بالروماجي: Geibaruto)

أداء صوتي: كازويوكي أوكيتسو
- تريا (باليابانية: トリア، بالروماجي: Toria)

أداء صوتي: ماكي كاواسي
- باتوتا (باليابانية: バドゥタ، بالروماجي: Badouta)

أداء صوتي: كازوهيرو ياماجي
- فاراكنيس (باليابانية: バナクネス، بالروماجي: Varakunesu)

أداء صوتي: شينوسكي تاتشيبانا
- فيشوس (باليابانية: ビジョス، بالروماجي: Bijosu)

أداء صوتي: كوسكي توريومي
- سانرو (باليابانية: サンロ، بالروماجي: Sanro)

أداء صوتي: أيومو موراسي
- غرون (باليابانية: グリューン، بالروماجي: Guryūn)

أداء صوتي: كازوتومي ياماموتو
- بابيلون (باليابانية: ババロン، بالروماجي: Babaron)

أداء صوتي: أكاني فوجيتا ‏

## وصلات خارجية
- موقع الرواية الخفيفة الرسمي (باليابانية)
- موقع المانغا الزسمي (باليابانية)
- موقع الأنمي الرسمي (باليابانية)